# 旭水酒作坊遺址
旭水酒作坊遺址位於四川省自貢市榮縣，文物遺址年代判定為清。2012年7月16日公佈為第八批四川省文物保護單位。
旭水酒作坊遺址又名“曹家糟坊”、“石桌子酒坊”，位於四川省自貢市榮縣旭陽鎮附東街社區，坐東北向西南。作坊始建於清順治十五年（1658），占地面積約1391平方公尺，是清末川南最大的釀酒糟坊之一。現存遺址作坊建築為磚木結構，18柱17開間，面闊82公尺，進深17公尺，屋脊上端有沖棚。酒窯現有窖池38口，每口長4.7公尺，寬3.6公尺，深1.5公尺；作坊內另有甑子、冷卻池、酯化桶等若干。旭水酒作坊遺址保存較為完整，對研究榮縣地區的釀酒歷史、生產工藝及當時的社會經濟發展狀況具有重要的參考價值
。